# Ivana Christová
Ivana Christová (* 10. srpna 1970 Prešov) je první novodobá Miss Československa slovenské národnosti z roku 1989 a jedna z nejvýraznějších vítězek soutěže československé Miss v historii.[zdroj⁠?!] V současnosti[kdy?] je podnikatelkou.

## Osobní život
Již od svého mládí zpívala a tančila v amatérském východoslovenském folklórním souboru, věnovala se po nějakou dobu také zpěvu, nahrála několik alb, hostovala v řadě zábavných pořadů.
O jejím vítězství porota rozhodla v podstatě jednohlasně, i když publikum s výrokem poroty nesouhlasilo a dalo to najevo hlasitým pískotem v Paláci kultury a sportu v Ostravě Vítkovicích, kde se první (a dále ještě druhý a desátý) ročník Miss konal. Zatímco ostatní finalistky podlehly tehdejším trendům natupírovaných vlasů a výrazného líčení, Ivana Christová to odmítla a ponechala si své dlouhé vlasy sčesané nahladko, což zvýraznilo dokonalou symetrii její tváře.[zdroj⁠?!]
Na Miss World i Miss Universe byla vyslána 1. vicemiss Jana Hronková (na Miss Universe se dostala do Top 10). Ivana Christová vyjela na méně prestižní soutěž Miss Maja International 1989, kterou jednoznačně vyhrála. Po vítězství začala působit ve Spojených státech jako modelka (nezúčastnila se ani dalšího ročníku soutěže a své nástupkyni nepředala korunku mimo jiné i z důvodů ne příliš přátelských vztahů s prezidentem soutěže Milošem Zapletalem, které se urovnaly až koncem 90. let).